# Direcció General de la Policia d'Espanya
La Direcció General de la Policia és un òrgan directiu depenent de la Secretaria d'Estat de Seguretat del Ministeri de l'Interior d'Espanya, la funció principal de la qual és el comandament del Cos Nacional de Policia. El seu titular té rang de sotssecretari.

## Funcions
Les seues funcion són:
1. Dirigir i coordinar els serveis i els òrgans centrals i perifèrics del Cos Nacional de Policia
2. Distribuir los mitjans personals i materials, assignant-los a les distintes unitats que la integren
3. Proposar al Secretari d'Estat de Seguretat els plans i projectes d'actuació operativa dels serveis del Cos Nacional de Policia
4. Relacionar-se directament amb les autoritats administratives, organismes i entitats públiques o privades, pel que fa al funcionament dels serveis operatius del Cos Nacional de Policia
5. Obtindre, centralitzar, analitzar, valorar i difondre la informació necessària per al desenvolupament de les seus missions, així com establir i mantindre l'enllaç i coordinació amb altres òrgans d'informació nacionals i estrangers, dins l'àmbit de la seua competència, de conformitat amb els criteris que al respecte establisca la Secretaria d'Estat de Seguretat
6. Disposar la col·laboració i la prestació d'auxili a les policies d'altres països, en compliment de les funcions que atribueix al Cos Nacional de Policia la Llei Orgànica 2/1986, de 13 de març, de Forces i Cossos de Seguretat, de conformitat amb les criteris que al respecte establisca la Secretaria d'Estat de Seguretat
7. Dirigir, organitzar i controlar el compliment d'allò disposat en matèria d'estrangeria, documents nacionals d'identitat, passaports, jocs, drogues, control de les entitats i serveis privats de seguretat, vigilància i investigació i espectacles públics, tot açò a l'àmbit policial i en els termes prevists a la legislació vigent
8. Vigilar i investigar les conductes dels funcionaris contràries a l'ètica professional
9. Aplicar el règim disciplinari del personal del Cos Nacional de Policia
10. Seleccionar i promoure al personal del Cos Nacional de Policia i el desenvolupament de les activitats tècnico-docents de formació i perfeccionament del personal d'aquest cos
11. Proposar l'adquisició dels equips de transmissió, equips de tractament de la informació, armament, mitjans d'automoció, helicòpters, naus, uniformes i, en general, els mitjans materials precisos per a la realització de les comeses pròpies del Cos Nacional de Policia, en el marc de la programació aprovada per la Secretaria d'Estat de Seguretat
12. Impulsar l'anàlisi, planificació i desenvolupament dels mètodes, tècniques i procediments en l'àmbit operatiu policial

## Estructura
Depenen directament de la Direcció General de la Policia les següents Unitats amb nivell orgànic de Sotsdirecció General:
- Direcció Adjunta Operativa: Encarregada de: 
  - Col·laboració amb la Direcció General de la Policia en la direcció, coordinació i supervisió de les unitats operatives supraterritorials i territorials
  - Seguiment i control dels resultats dels programes operatius i la definició dels recursos humans i materials aplicables a aquests programes
  - Col·laboració amb les policies d'altres països
  - Oficina Central Nacional d'Interpol, la Unitat Nacional d'Europol i l'Oficina SIRENE
- Subdirecció General de Recursos Humans: Encarregada de la col·laboració amb la Direcció General de la Policia en la direcció, coordinació i administració del personal i formació.
- Subdirecció General de Logística: Encarregada de la col·laboració amb la Direcció General de la Policia en la direcció, coordinació, administració i gestió dels recursos econòmics i materials, així com de la documentació d'espanyols i estrangers.
- Gabinet Tècnic: Amb funcions de suport i assistència a la Direcció General de la Policia per a facilitar-li el despatx i la coordinació dels òrgans i unitats que depenen d'ella. Elaborarà els estudis i informes necessaris, la tramitació de les disposicions de caràcter general en l'àmbit de la seua competència i quantes altres missions li encomane el titular de la Direcció General de la Policia.

## Directors generals de la Policia
- Germán López Iglesias (2016-)
- Ignacio Cosidó Gutiérrez (2011-2016)
- Víctor García Hidalgo (2004-2006)
- Agustín Díaz de Mera y García (2002-2004)
- Juan Gabriel Cotino Ferrer (1996-2002)
- Ángel Olivares Ramírez (1994-1996)
- Carlos Conde Duque (1991-1994)
- José María Rodríguez Colorado (1986-1991)
- Rafael Luis del Río Sendino (1982-1986)
- José Luis Fernández Dopico (1981-1982)
- José Manuel Blanco Benítez (1980-1981)
- José Sainz González (1979-1980)